# Kingdom Hearts III
Kingdom Hearts III (яп. キングダムハーツIII Кингудаму ха:цу сури:, «Королевство Сердец III») — компьютерная игра в жанре ролевой боевик, разработанная компанией Square Enix для PlayStation 4 и Xbox One. Это первая игра в серии которая посетила консоль от Microsoft и первая вышедшая сразу на две платформы. Слухи о разработке игры циркулировали несколько лет, а официальный анонс состоялся на конференции Sony Computer Entertainment на выставке E3 10 июня 2013 года. В 16 июле 2017 году на конференции D23 Expo был показан трейлер с демонстрацией мира «Истории игрушек». Игра вышла в Японии 25 января 2019 года, мировой релиз состоялся 29 января 2019 года. Выход порта на Windows состоялся 30 марта 2021 года.

## Концепция

### Сеттинг
Игра содержит новые и уже знакомые миры основанные на мультфильмах студии Уолта Диснея.

### Персонажи
В очередной раз, главным героем игры станет Сора. Также в игре представлено большинство персонажей прошлых частей, в их числе Рику, Дональд Дак, Гуфи, Король Микки и другие персонажи.

### Сюжет
Сора, Дональд и Гуфи попытаются найти семь стражей света и «ключ к возвращению сердец», в то время как Рику и Король Микки ищут предыдущих обладателей Ключей-Клинков, для того чтобы расстроить план Мастера Ксеханорта по нарушению баланса света и тьмы.

## Разработка
После того как Square Enix закончила разработку Kingdom Hearts II Final Mix+, продюсер серии Kingdom Hearts Тэцуя Номура начал переговоры с Disney, которые выразили заинтересованность в продолжении. Относительно выхода Kingdom Hearts III Номура заявил, что у него есть различные идеи, но ещё рано говорить что-то конкретное. Также он добавил, что в связи с разработкой Final Fantasy XV (известной на тот момент как Final Fantasy Versus XIII) физически невозможно создание сиквела, и это не лучшее время для обсуждения будущего серии. Отвечая на вопрос о секретном ролике в Final Mix+, Номура отметил, что это фрагменты из новой игры в серии, но не Kingdom Hearts III. Когда его спросили о Kingdom Hearts III, Номура ответил, что в данной игре заинтересованы и фанаты и партнёры, поэтому они постараются выпустить её так скоро как это будет возможно. В гайде Ultimania к игре Kingdom Hearts Birth by Sleep Номура анонсировал три игры, одной из которых стала Kingdom Hearts III. Тем не менее, разработка Final Fantasy XV оставалась первостепенной задачей, стоящей на пути к созданию Kingdom Hearts III. Позднее он отметил, что Kingdom Hearts III точно не выйдет к десятилетию серии в 2012 году из-за концентрации усилий на Final Fantasy XV. Kingdom Hearts 3D: Dream Drop Distance для Nintendo 3DS должна стать промежуточным звеном, подводящим игроков к Kingdom Hearts III, таким же как Kingdom Hearts: Chain of Memories для Kingdom Hearts II. Было подтверждено, что игра станет решающей в «саге о Ксеханорте», но не последней игрой в серии.
10 июня 2013 года на конференции Sony на выставке E3 был показан тизер Kingdom Hearts III, подтверждающий разработку игры для PlayStation 4. На следующий день Square Enix подтвердили информацию, что игра также появится на Xbox One. 16 июля 2017 года на D23 Expo был показан трейлер с демонстрацией мира «Истории игрушек» и анонсом, что игра выйдет в 2018 году, без точной даты выхода.
10 июня 2018 года на конференции E3 2018 был показан трейлер с миром фильма «Холодное сердце», с датой выхода 25 января 2019 года в Японии, и 29 января во всём остальном мире.

## Оценки прессы
| Сводный рейтинг       | Сводный рейтинг                |
| Агрегатор             | Оценка                         |
| --------------------- | ------------------------------ |
| GameRankings          | - XONE: 84,09 % - PS4: 82,45 % |
| Metacritic            | 83 из 100 (PS4)                |
| Иноязычные издания    |                                |
| Издание               | Оценка                         |
| Game Informer         | 9,5 из 10                      |
| GameSpot              | 8 из 10                        |
| GamesRadar+           | [ 24 ]                         |
| IGN                   | 8,7 из 10                      |
| Русскоязычные издания |                                |
| Издание               | Оценка                         |
| «Игры Mail.ru»        | 8 из 10                        |
| «Канобу»              | 7 из 10                        |
| «НИМ»                 | 8,5 из 10                      |
| Котонавты             | 8 из 10                        |

Игра получила в основном положительные отзывы критиков, оценка игры на сайте-агрегаторе Metacritic составила 83 из 100. Ряд критиков назвал сюжет игры самым масштабным в серии.